# Semestra foveata
Semestra foveata är en insektsart som beskrevs av Melichar 1923. Semestra foveata ingår i släktet Semestra och familjen Nogodinidae. Inga underarter finns listade i Catalogue of Life.